# Bancos de Argentina

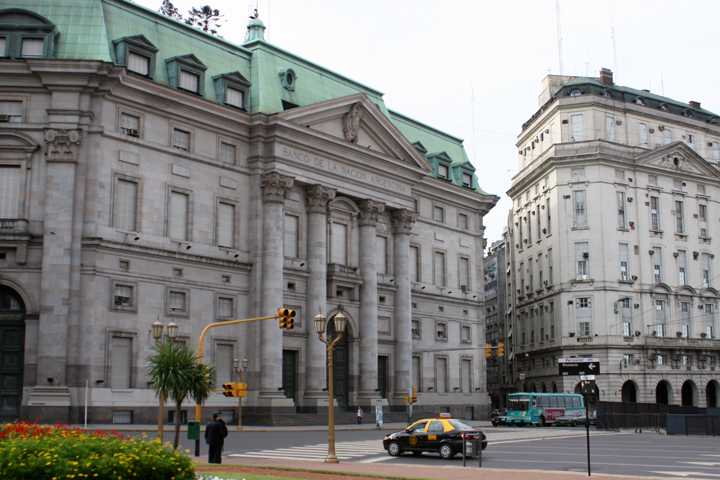
Sede del Banco de la Nación Argentina, el banco más grande del país.

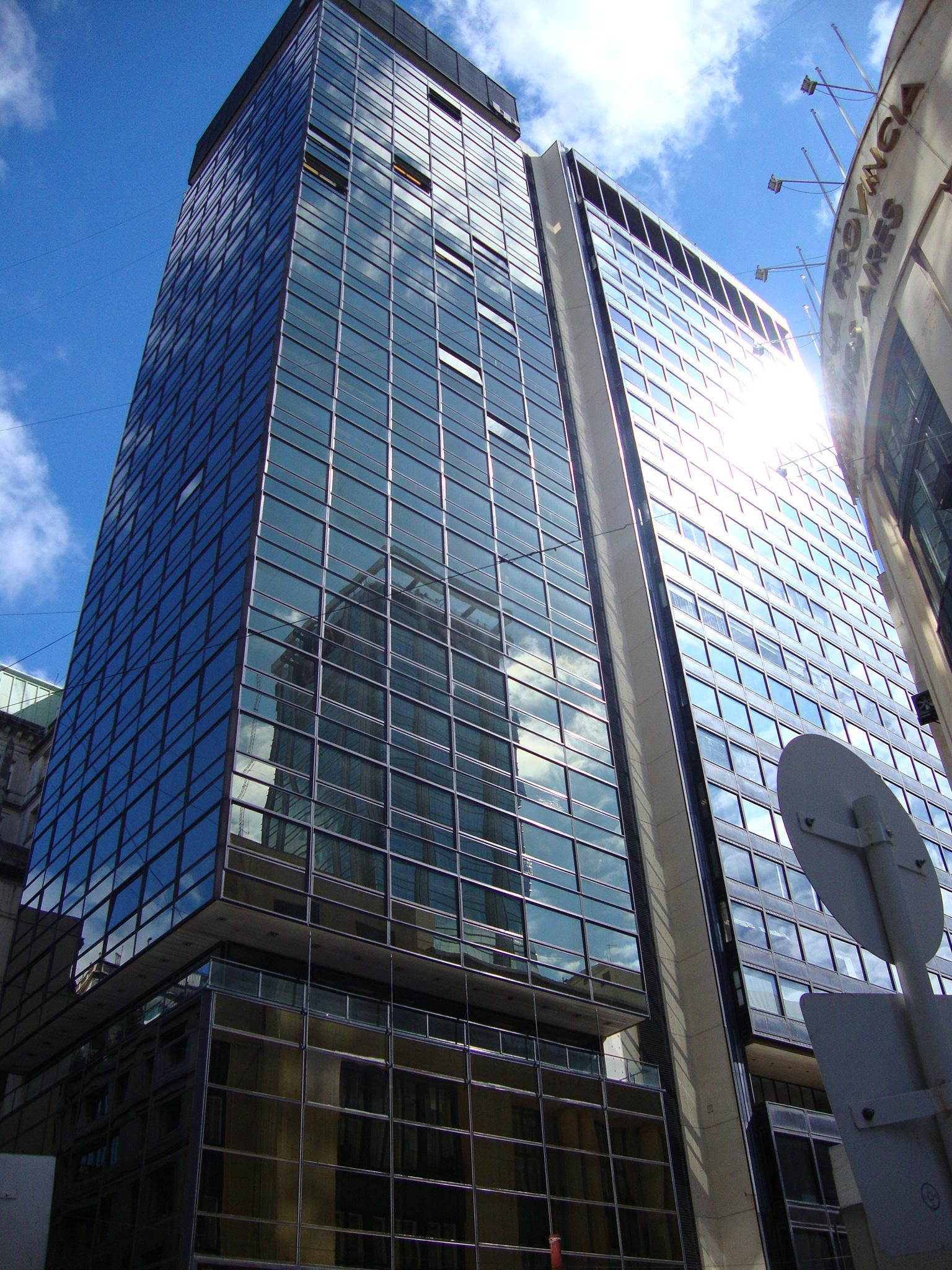
Torre del Banco Provincia de Buenos Aires, el segundo mayor de la Argentina.

Durante los años noventa el sistema financiero argentino se fue consolidando y reforzando. Los depósitos crecieron fuertemente, pero durante la recesión económica y financiera de 2001, con la implementación del corralito y la devaluación asimétrica de préstamos y depósitos, muchos bancos técnicamente llegaron a la bancarrota.
A partir del crecimiento económico iniciado en 2003 los depósitos pasaron de $ 114 462 millones en diciembre de 2004 a $ 169 729 en diciembre de 2006, lo que implica un crecimiento de más del 48 %. Durante 2007, el patrimonio neto del sistema mostró un alza de 3000 millones de pesos, mejorando la solvencia y solidez del sistema bancario argentino. La plaza financiera argentina es de las más desarrolladas de la región, y una de las más avanzadas en gestión de activos y mercado bursátil
Durante 2012, los depósitos en pesos aumentaron del 39.1 %, mientras que los créditos en esa moneda aumentaron en un 41.8 % interanual. En 2013 los depósitos en pesos alcanzaron los $618 617 millones (aproximadamente 117 000 millones de dólares estadounidenses). Durante 2013, el sistema financiero reforzó su solidez al acumular ganancias superiores a 26 000 millones de pesos, un 34 % más que el año anterior. Durante los últimos años, los bancos mostraron un incremento sostenido en sus resultados netos, pasando de 4746 millones de pesos en 2008 a 29 169 millones en 2013, mostrando una de las rentabilidades más altas de Latinoamérica.
En 2013, el índice Merval alcanzó su récord histórico, y se consolidó como la segunda plaza bursátil de mejor desempeño en todo el mundo. En 2014 se consolidó nuevamente como la Bolsa más rentable del mundo.
De acuerdo a un estudio realizado por la ABA (Asociación de Bancos de la Argentina), los ocho primeros bancos (2016) por nivel de depósitos del financiero son: Banco de la Nación Argentina (29.3 % de participación), Banco de la Provincia de Buenos Aires (8.6 %), Banco Santander Río (7.0 %), Banco Galicia (5.8 %), BBVA Francés (6 %), Banco Macro (5.6 %), HSBC Bank Argentina (4.3 %), Banco Credicoop (3.8 %) y otros bancos 29.6 % de participación.

## Década de los '90

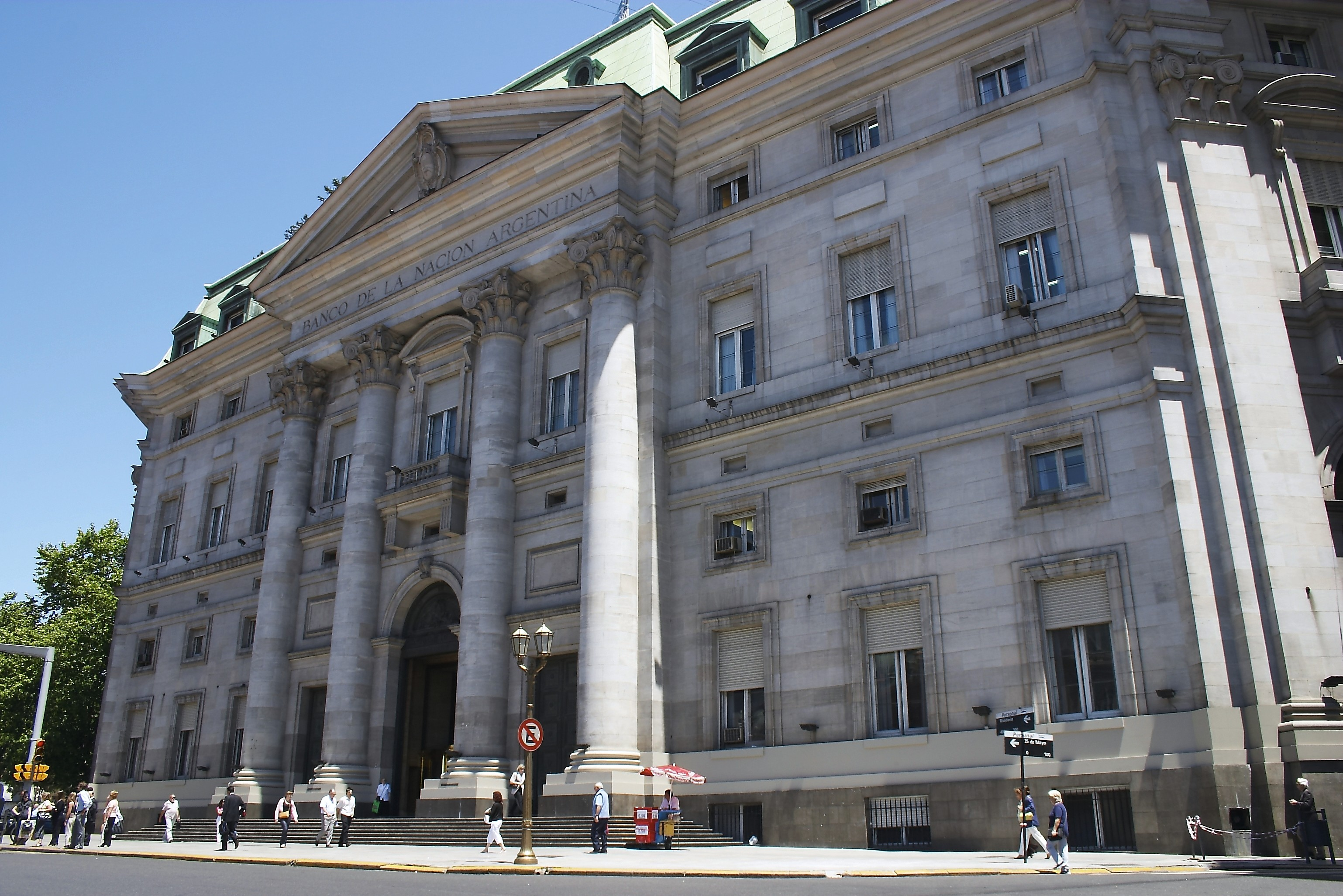
Banco de la Nación Argentina en Buenos Aires.

Durante la década de los '90, en la Argentina se aplicó una política liberal bajo la presidencia de Carlos Saúl Menem, Cavallo anticipaba para 31 de diciembre de 1995 la deuda del Estado nacional ascendía ya a 87.091 millones y para cuando Domingo Cavallo fue reemplazado por Roque Fernández, en julio de 1996, la misma se había elevado a 90.471,80 millones. Esta situación condujo a un crecimiento en la carga de intereses dentro del gasto público, lo que a su vez generó un aumento en el déficit fiscal. Asimismo el déficit fiscal fue cubierto a través de nuevas deudas. Cuando Domingo Cavallo asumió como ministro de Economía en enero de 1991, la deuda pública era de 61.400 millones de dólares. El restablecimiento pleno de los pagos se había concretado recién en 1993, tras la puesta en marcha del Plan Brady.
Se produjeron fusiones y adquisiciones que disminuyeron el número de bancos de casi 300 en 1990 a menos de 100 en 1999.
Sin embargo estas reservas fueron usadas para respaldar las responsabilidades monetarias, según la Ley de la convertibilidad. A pesar de la recesión (comenzando en 1998 después del shock internacional económico debido a la Crisis de Rusia), los depósitos bancarios siguieron creciendo hasta 2001. A principios de marzo de 2001 comenzaron a circular evidencias de que Argentina no lograría cumplir con las metas de gasto público y déficit fiscal comprometidas con el FMI, con lo cual peligraban los futuros desembolsos. La salida de depósitos se reanudó: a lo largo del mes de marzo se produjo una fuga de depósitos de 5.543 millones de pesos/dólares, la mayor salida mensual de depósitos de toda la historia Argentina. el presidente Fernando de la Rúa decreto la medida el 3 de diciembre de 2001, por la cual todos los depósitos en Argentina fueron retenidos, se obligó a la restricción de la libre disposición de dinero en efectivo de plazos fijos, cuentas corrientes y cajas de ahorros impuesta por el gobierno de la UCR. Al restringir bruscamente la liquidez monetaria estas medidas ahogaron todo movimiento económico, paralizando el comercio y el crédito, rompiendo las cadenas de pago y asfixiando a la «economía informal o no formal».
Los bancos extranjeros aplazaron el 40% de depósitos totales, y seis de los 10 primeros bancos comerciales estaban en instituciones financieras estadounidenses y europeas.
De todos modos el nivel de utilización bancaria en Argentina permaneció relativamente bajo y solo representó el 30% del PBI —una proporción mucho menor que en Chile, México o Brasil, por ejemplo.

## Crisis del 2001
Sin embargo el sistema bancario sufrió un defecto fatal: prestó dólares y tomó depósitos en pesos. Antes de principios de 2001 había alcanzado los 87.000 millones de dólares, pero cuando la economía tomó una segunda pendiente, el capital comenzó a irse.
Esto tarde o temprano condujo a una carrera bancaria y una congelación de los depósitos, y una devaluación de las divisas, que incluyó una devaluación asimétrica de préstamos y depósitos. Los bancos forzaron a recoger sus préstamos en dólares a una tarifa de conversión mucho más abajo que la tarifa aplicada a sus depósitos en dólares. Esto hizo que muchos bancos se fueran a la bancarrota y destruir así la confianza de la población argentina sobre el sistema financiero.
Los depósitos se cayeron a menos de 40.000 millones de dólares hacia el final de 2002. Bancos extranjeros cerraron sus sucursales en el país durante 2002 y 2003 y vendieron sus operaciones a bancos locales más pequeños. Solo los bancos extranjeros más grandes decidieron quedarse en el país.
En 2004 el gobierno compensó a los bancos por el impacto de la devaluación asimétrica de depósitos y préstamos por una serie de compensaciones.

## Post 2001: recuperación del sector
Actualmente, los bancos otra vez ganan depósitos que ascendieron a 44.000 millones de dólares hacia febrero de 2006, y han estado aumentando su cartera de préstamos. Sus operaciones son más escuetas, debido a los despidos masivos de 2002, que redujo su fuerza laboral por más del 30%. Sin embargo el público permanece cauteloso de tomar préstamos a largo plazo y las condiciones son bastantes exigentes.
Hoy, los bancos públicos dominan el mercado (el más grande es el Banco de la Nación Argentina). En 2005, por primera vez desde el derrumbe de 2001, el sistema bancario obtuvo beneficios, según un informe del Banco Central liberado en febrero de 2006. Las ganancias totales ascendieron a 1.950 millones de pesos argentinos (más de 650 millones de dólares).
En diciembre de 2005, el presidente Néstor Kirchner decidió liquidar la deuda argentina con el FMI en un solo pago, sin la nueva financiación, por un total de 9.810 millones de dólares utilizando las reservas internacionales que alcanzaron el récord histórico de 28.000 millones de dólares ese año, reduciéndose estas a 18.000 millones de dólares en enero de 2006.A partir del crecimiento económico iniciado en 2003 los depósitos pasaron de $ 114 462 millones en diciembre de 2004 a $ 169 729 en diciembre de 2006, lo que implica un crecimiento de más del 48 %. Durante 2007, el patrimonio neto del sistema mostró un alza de 3000 millones de pesos, mejorando la solvencia y solidez del sistema bancario argentino. La plaza financiera argentina es de las más desarrolladas de la región, y una de las más avanzadas en gestión de activos y mercado bursátil
Durante 2012, los depósitos en pesos aumentaron del 39.1 %, mientras que los créditos en esa moneda aumentaron en un 41.8 % interanual. En 2013 los depósitos en pesos alcanzaron los $618 617 millones (aproximadamente 117 000 millones de dólares estadounidenses). Durante 2013, el sistema financiero reforzó su solidez al acumular ganancias superiores a 26 000 millones de pesos, un 34 % más que el año anterior. Durante los gobiernos de Néstor Kirchner y Cristina Fernández de Kirchner los bancos mostraron un incremento sostenido en sus resultados netos, pasando de 4746 millones de pesos en 2008 a 29 169 millones en 2013, mostrando una de las rentabilidades más altas de Latinoamérica.
En 2013, el índice Merval alcanzó su récord histórico, y se consolidó como la segunda plaza bursátil de mejor desempeño en todo el mundo. En 2014 se consolidó nuevamente como la Bolsa más rentable del mundo.
De acuerdo a un estudio realizado por la ABA (Asociación de Bancos de la Argentina), los ocho primeros bancos (2016) por nivel de depósitos del financiero son:

## Bancos más importantes
Según los activos a noviembre de 2024, las 20 entidades más importantes son:
| Orden | Entidad                               | Activos (en miles de ARS) |
| ----- | ------------------------------------- | ------------------------- |
| 1     | Banco de la Nación Argentina          | 48.860.000.000            |
| 2     | Banco Galicia                         | 19.840.000.000            |
| 3     | Banco Santander                       | 18.210.000.000            |
| 4     | Banco de la Provincia de Buenos Aires | 14.320.000.000            |
| 5     | BBVA Argentina                        | 14.150.000.000            |
| 6     | Banco Macro                           | 13.530.000.000            |
| 7     | Banco Credicoop                       | 7.293.484.090             |
| 8     | ICBC Argentina                        | 6.738.058.490             |
| 9     | Banco Ciudad de Buenos Aires          | 6.613.017.463             |
| 10    | Banco Patagonia                       | 6.005.603.150             |
| 11    | Banco GGAL S.A                        | 5.532.630.069             |
| 12    | Banco Supervielle                     | 4.098.176.138             |
| 13    | Banco de Córdoba                      | 4.092.562.391             |
| 14    | Citibank                              | 3.890.965.917             |
| 15    | Banco Hipotecario                     | 2.709.641.871             |
| 16    | Nuevo Banco de Santa Fe               | 2.521.641.690             |
| 17    | Banco Industrial                      | 2.441.043.018             |
| 18    | Banco Comafi                          | 2.287.193.889             |
| 19    | Banco de Valores                      | 1.475.636.840             |
| 20    | Banco Provincia de Neuquén            | 1.444.283.192             |